# HD 19887
HD 19887，又名BD-16 587，SAO 148821、HR 957，是一颗恒星，视星等为6.26，位于銀經201.29，銀緯-55.78，其B1900.0坐标为赤經3h 6m 38s，赤緯-16° -55.78′ 10″。